# Кирпичёв, Нил Львович
Нил Льво́вич Кирпичёв (2 [14] ноября 1850, Бардино, Бологовская волость, Великолукский уезд, Псковская губерния, Российская империя — 31 декабря 1927, Ленинград, РСФСР, СССР) — российский и советский военный инженер, учёный в области теоретической и строительной механики, первый председатель Воздухоплавательного комитета при Главном инженерном управлении Русской императорской армии, заслуженный профессор Николаевской инженерной академии, почётный инженер-электрик, инженер-генерал.

## Биография

### Происхождение
Нил Львович Кирпичёв родился 2 (14) ноября 1850 года в имении Бардино, Бологовской волости, Великолукского уезда, Псковской губернии (ныне Новосокольнический район Псковской области) в многодетной дворянской семье военного инженера-полковника, преподавателя математики в Николаевском инженерном училище Льва Матвеевича Кирпичёва (1808—1862) и его жены Елены Константиновны Кирпичёвой (1818—1877; урожденная Брун). Основателем дворянского рода Кирпичёвых был дед Нила — Матвей Кириллович, который сам происходил из «солдатских детей», участвовал в Отечественной войне 1812 года, за отличия в боях пожалован в офицерский чин, был адъютантом генерал-лейтенанта П. П. Коновницына, за храбрость награждён орденом Святого Владимира 2-й степени, благодаря чему получил дворянство, дослужился до звания полковника.
В семье Льва Матвеевича и Елены Константиновны Кирпичёвых было 13 детей: семь сыновей и две дочери. Николай, Александр, Фёдор и Мария умерли в младенческом возрасте. Братья Нила: Матвей (1839—1901), Лев, Виктор, Константин, Михаил и Иван (1853—1883) стали военными и учёными Российской империи, сестра Юлия (1861—1926) — окончила специальное физико-математическое отделение (первый выпуск) Петербургских высших женских курсов, была замужем за профессором Электротехнического института А. А. Кракау.

### Служба в Российской империи
В 1856 году, в шестилетнем возрасте, Нил Кирпичёв был определён в Полоцкий кадетский корпус. 14 сентября 1866 года после окончания корпуса поступил в Михайловское артиллерийское училище в Санкт-Петербурге, в процессе учёбы был произведён в фельдфебели. В 1869 году по окончании училища был выпущен подпоручиком и направлен в крепостную артиллерию Кронштадта.

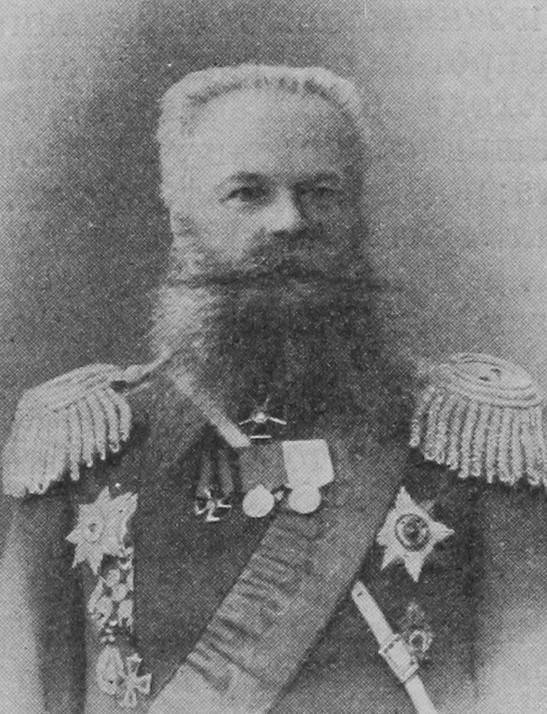
Нил Львович Кирпичёв
Фото из «Военной энциклопедии»

5 декабря 1870 года был произведён в поручики и переведён в управление Кронштадтской крепостной артиллерии, в 1871 году поступил в Николаевскую инженерную академию. 24 ноября 1873 года был повышен в звании до штабс-капитана. В 1874 году, также, как и его отец раньше, окончил академию по первому разряду с занесением его имени на мраморную доску в конференц-зале. Был оставлен в академии сначала в должности репетитора, а с 1879 года — стал преподавателем. В 1877 году был произведён в капитаны, в 1881 году — в подполковники, а 30 августа 1885 года в полковники за отличие.
В марте 1889 года был назначен адъюнктом-профессором по строительной механике и теоретической механики Николаевской инженерной академии, а в следующем году одновременно инспектором классов Пажеского корпуса. С июля 1890 года стал экстраординарным профессором академии. В сентябре 1894 года назначен постоянным членом инженерного и электротехнического комитетов Главного инженерного управления, а с 1895 года — членом общественного присутствия по устройству казарм Главного управления по квартирному довольствию войск. 6 декабря 1895 года ему был пожалован чин генерал-майора.
С 1895 года параллельно с основной работой и службой в Николаевской инженерной академии преподавал механику в Санкт-Петербургском электротехническом институте (был заведующим и профессором кафедры теоретической механики, членом учёного совета) и в Пиротехнической артиллерийской школе; фортификацию в Академии Генштаба, в Николаевском инженерном училище, Николаевском кавалерийском училище и в Пажеском Его Императорском Величестве корпусе, а также математику — в Михайловском артиллерийском училище и Пажеском корпусе.
В 1899 году в Санкт-Петербургском императорском электротехническом институте Александра III ему было присвоено звание почётного инженер-электрика. С 1904 года — ординарный профессор, а с 1904 года — заслуженный ординарный профессор, с 1908 года — почётный член Конференции Николаевской инженерной академии. 2 апреля 1906 года произведён в генерал-лейтенанты за отличие.
Кирпичёв разработал метод расчёта определения эффекта разрыва новых типов артиллерийских снарядов, сформулировал нормы расчётных нагрузок для различных типов мостов. Был экспертом при создании проектов и строительстве мостов через Неву в Санкт-Петербурге (Охтенского, Троицкого, Дворцового), а также моста через реку Сыр-Дарью, гидротехнических сооружений, таких как затон для судов на Амуре, Ладожского водопровода и других.

Первый военный российский дирижабль «Кречет»

В 1880—1890-х годах Кирпичёв принимал участие в проверке расчётов и рассмотрении проектов аэростатов и дирижаблей. Был членом комиссии по экспертизе и утверждению проекта аэростата (сгорел при пожаре) русского конструктора О. С. Костовича, позже провёл анализ расчётов цельнометаллического дирижабля немецкого конструктора Шварца, планировавшегося строить в России. В феврале 1907 года Кирпичёв был назначен председателем созданной комиссии при Главном инженерном управлении «для производства предварительных опытов и исследований принадлежностей и материалов для составления по результатам опытов окончательного проекта аэростата». Кирпичёв принимал непосредственное участие в проектировании и строительстве первого русского дирижабля «Кречет», который впервые поднялся в воздух 12 августа (10 июля) 1910 года, был принят на вооружение российской армии и положил начало воздушному флоту России. 7 января 1911 года Н. Л. Кирпичёву было объявлено Высочайшее благоволение. 14 июня того же года был назначен первым председателем Воздухоплавательного комитета при Главном инженерном управлении.
В Первую мировую войну Кирпичёв был постоянным членом инженерного комитета Главного военно-технического управления, 25 января 1917 года стал управляющим делами того же комитета. 2 апреля 1917 года был произведён в инженер-генералы.

### Служба в советское время
В 1918—1920 годах исполнял должность управляющего делами Инженерного комитета при Главном военно-инженерном управлении Красной армии, а затем преподавал в Военно-инженерной академии им. В. В. Куйбышева.
Умер 31 декабря 1927 года в Ленинграде. Похоронен в Павловске.

## Семья
Нил Львович Кирпичёв был женат на Лидии Христиановне (род. 1852). Их сын Лев (1875—1921) пошёл по стопам отца, окончил Николаевское инженерное училище, стал военным инженером, полковником, георгиевским кавалером, участвовал в Белом движении. Дочь Нила Львовича — Лидия (род. 1877), урождённая Кирпичёва, замужем за владельцем фабрики «Скороход» Петром Цезаревичем Замбелли, окончила Бестужевские высшие женские курсы, стала педагогом, принимала участие в революционной деятельности, с 1936 семья переехала в Милан, Италия.

## Награды
- орден Святого Станислава 3-й степени (1872); 2-й степени (1881); 1-й степени (1896);
- орден Святой Анны 3-й степени (1878); 2-й степени (1883); 1-й степени (1901);
- орден Святого Владимира 4-й степени (1888); 3-й степени (1891); 2-й степени (1904);
- орден Белого орла (1909)[5];
- орден Святого Александра Невского (1915)[7][4].

## Память
В начале 1990-х годов на месте бывшей усадьбы Бардино был установлен первый памятный знак (закладной камень) в честь Н. Л. Кирпичёва. В 2012 году памятный знак был обновлён, 30 октября 2015 года на месте закладного камня была открыта памятная стела, созданная на средства сельчан.
В июне 2014 года решением Великолукской городской думы одна из улиц Великих Лук около аэропорта получила имя Нила Львовича Кирпичёва.
В ноябре 2015 года по инициативе районного краеведческого музея на базе Краснополянской средней школы состоялась краеведческая конференция, посвящённая юбилейным датам знаменитых учёных — братьев Кирпичёвых, которые родились в селе Бардино: 170-летию Виктора Львовича и 165-летию Нила Львовича.
14 июня 2012 года пилоты, участвующие в спортивных соревнованиях в рамках 17-й Международной встречи воздухоплавателей в Великих Луках совершили полёт в честь Нила Львовича Кирпичёва.